# La Rocheta (Alts Alps)
La Rocheta (en francès La Rochette) és un municipi francès situat al departament dels Alts Alps i a la regió de Provença – Alps – Costa Blava.

## Demografia
| 1846                                       | 1962 | 1968 | 1975 | 1982 | 1990 | 1999 | 2006 | 2017 |
| ------------------------------------------ | ---- | ---- | ---- | ---- | ---- | ---- | ---- | ---- |
| 343                                        | 276  | 282  | 314  | 368  | 397  | 375  | 375  | 466  |
| Des de 1962: població sense dobles comptes |      |      |      |      |      |      |      |      |

## Administració
| Període            | Identitat            | Partit |
| ------------------ | -------------------- | ------ |
| abans de 1995-2008 | Émile Guillaume      |        |
| 2008-2014          | Jean Bernard-Reymond |        |
| 2014-2020          | Rose-Marie Jousselme |        |
| 2020-              | Marlène Durif        |        |